# Kangjinlaïta
La kangjinlaïta és un mineral de la classe dels elements natius. Rep el nom del districte de Kangjinla, a la República Popular de la Xina, on es troba la localitat tipus.

## Característiques
La kangjinlaïta és un mineral de fórmula química Ti11Si10. Va ser aprovada com a espècie vàlida per l'Associació Mineralògica Internacional l'any 2019, sent publicada a començaments de 2022. Cristal·litza en el sistema tetragonal. Químicament és similar a la zhiqinita.
L'exemplar que va servir per a determinar l'espècie, el que es coneix com a material tipus, es troba conservat a la col·lecció mineralògica del Museu Geològic de la Xina, a Beijing (República Popular de la Xina), amb el número de catàleg: m16104.

## Formació i jaciments
Va ser descoberta al dipòsit de crom de Kangjinla, a l'ofiolita de Luobusha, dins el comtat de Qusum (Tibet, República Popular de la Xina). Aquest indret és l'únic a tot el planeta on ha estat descrita aquesta espècie mineral.